# Marianna Tolo
Marianna Tolo (nacida el 2 de julio de 1989 en Canberra, Australia) es una jugadora de baloncesto australiana. Con 1.96 metros de estatura, juega en la posición de pívot.